# Estació de Cebreros
L'Estació de Cebreros (DSA 2) és una instal·lació de seguiment de satèl·lits a l'espai exterior que està situada en la localitat avilesa de Cebreros (Espanya), a uns noranta quilòmetres al nord-oest de Madrid. És operat per l'INSA.
Aquesta estació de seguiment es va inaugurar oficialment el 28 de setembre de 2005, i és la novena estació de seguiment i la segona d'espai profund de l'Agència Espacial Europea (ESA), després de la DSA 1 situada a Nova Norcia (Austràlia), inaugurada en el 2002. Existeix una tercera antena (DSA 3) instal·lada a Malargüe, Argentina, la construcció de la qual va finalitzar l'any 2012.
Fins al 2002, l'ESA mancava de mitjans propis per comunicar-se amb naus destinades a altres planetes, o en òrbites molt llunyanes i depenia de la xarxa d'escolta de la NASA per rebre les dades recaptades per aquests.

## Característiques
El plat mòbil de l'antena té 35 metres de diàmetre, l'estructura completa mesura 40 metres d'altura i pesa 620 tones. Els fonaments comencen a 20 metres de profunditat. Gran part de la maquinària responsable de moure l'antena està sota terra.
Té més capacitat d'adquisició de dades que l'antena de Nova Norcia, ja que rep i transmet informació en la banda Ka (31,8 - 32,3 GHz) a més de recepció en la banda X. El seu apuntament té un error de només sis mil·ligraus (el que suposa deu vegades més precisió que les antenes de seguiment habituals de 15 metres de diàmetre). Compta amb 250 sensors de temperatura repartits per tota l'estructura, de manera que aquesta pot autoajustar-se automàticament en cas que ocorrin dilatacions i contraccions del material a causa dels canvis meteorològics. Pel que fa a l'antena de Nova Norcia, és també més ràpida en azimut i elevació, i és capaç de suportar un vent més intens.
Habitualment, l'antena és operada remotament des del Centre Europeu d'Operacions Espacials (ESOC) localitzat a Darmstadt (Alemanya).

## Emplaçament
L'estació està situada en una localització molt tranquil·la, envoltada de pins i estepes. A part de la seva situació privilegiada, l'elecció va recaure a Cebreros a causa que posseeix les coordenades geogràfiques necessàries (120 graus a l'est o a l'oest de l'estació de Nova Norcia) i a la falta d'interferències radioelèctriques produïdes per la telefonia mòbil.
Al principi es va plantejar l'opció de Villafranca del Castillo (Madrid), on l'ESA ja disposa del Centre d'Astronomia Espacial (ESAC), però va ser descartada a causa del seu accelerat desenvolupament urbanístic, que hagués estat, sens dubte, una font segura d'interferències. Un altre argument a favor de Cebreros va ser comptar amb les instal·lacions que la NASA va utilitzar en els anys 1960 i 1970 per al seguiment de les naus del programa Apollo.
La NASA va abandonar l'ús d'aquesta estació en el 1983 per motius pressupostaris i va cedir les instal·lacions al govern espanyol.

## Construcció
La cerca de l'emplaçament per a l'estació de Cebreros va començar l'abril de 2002, encara que la construcció no es va iniciar fins al gener de 2003. Això va durar una mica més de dos anys (va finalitzar l'agost de 2005, i des de llavors va estar funcionant en proves).
La construcció va ser responsabilitat d'un consorci liderat per les companyies SED Systems (Canadà) i per Vertex Antennentechnik (Alemanya). Les empreses espanyoles ESTEYCO i NECSO es van encarregar de la infraestructura de la torre de l'antena, mentre que LV Salamanca es va responsabilitzar de les infraestructures i de la remodelació de l'edifici.
El cost de l'estació de Cebreros ha estat d'uns 30 milions d'euros, dels quals 22 han estat per a l'antena.
El primer director va ser l'espanyol Valeriano Claros.

## Missions
En l'actualitat (2012) cobreix missions interplanetàries, com la sonda espacial Rosetta, enviada a l'espai en el 2004 per aterrar per primera vegada en un cometa, el Txuriúmov-Herassimenko, després d'un viatge estel·lar de deu anys i s'utilitza per a les operacions rutinàries de la missió Venus Express i com a suport per la Mars Express
Participarà en properes missions, com el BepiColombo, que visitarà Mercuri, així com del seguiment dels telescopis espacials Herschel, Planck, LISA Pathfinder i Gaia.